# 大戸 (さいたま市岩槻区)
大戸（おおと）は、埼玉県さいたま市岩槻区の大字。郵便番号は339-0014。

## 地理
さいたま市岩槻区の東部に位置する。地区の西部の元荒川沿いの自然堤防上に集落があるが、東部は春日部市増田新田や越谷市大字恩間新田と接し、人家はなく田畑となっている。また、増長付近などに飛地がある。周辺には「大」のつく地名が集中しており、岩槻区大森、春日部市大枝・大庭、越谷市大道・大林などが近接している。

## 歴史
もとは江戸期より存在した埼玉郡岩槻領に属する大戸村であった。『新編武蔵風土記稿』では民戸40余。
- 初め幕府領、正保年間（1645年 - 1648年）より岩槻藩領[5]。
- 幕末の時点では埼玉郡に属し、明治初年の『旧高旧領取調帳』の記載によると、岩槻藩領[7]。
- 1871年（明治4年）
  - 7月14日：廃藩置県を迎え、岩槻県[7]の管轄となる[8]。
  - 11月13日：第1次府県統合により埼玉県の管轄となる。
- 1873年（明治6年）：大光寺に長宮学校（現・さいたま市立川通小学校）[9][10]を開設する。明治8年から明治19年にかけて大戸学校を名乗っていた。
- 1879年（明治12年）3月17日：郡区町村編制法により成立した南埼玉郡に属す。郡役所は岩槻町に設置。
- 1889年（明治22年）4月1日：町村制施行に伴い、大戸村・大口村・南平野村・長宮村・大野島村・増長村・大谷村・大森村・新方須賀村が合併し、川通村が成立[5]。川通村の大字大戸となる。
- 1954年（昭和29年）
  - 5月3日：川通村が岩槻町、新和村、和土村、柏崎村、河合村、慈恩寺村と合併し、岩槻町が成立[5][11]。岩槻町の大字となる。
  - 7月1日：岩槻町が市制を施行し、岩槻市となり[11]、同市の大字となる[4]。
- 2005年（平成17年）4月1日：岩槻市がさいたま市に編入合併され、同市岩槻区の大字となる。

## 世帯数と人口
2017年（平成29年）10月1日時点の世帯数と人口は、以下のとおりである。
| 大字     | 世帯数  | 人口  |
| -------- | ------- | ----- |
| 大字大戸 | 234世帯 | 561人 |

## 小・中学校の学区
市立小・中学校に通う場合、学区（校区）は以下のとおりとなる。
| 区域 | 小学校                 | 中学校                 |
| ---- | ---------------------- | ---------------------- |
| 全域 | さいたま市立川通小学校 | さいたま市立川通中学校 |

## 交通

### 鉄道
地内に鉄道路線は通っていない。最寄り駅は地点によって異なり、東武鉄道伊勢崎線（東武スカイツリーライン）のせんげん台駅、同武里駅、東武野田線（東武アーバンパークライン）の東岩槻駅のいずれかである。

### 道路
- 埼玉県道325号大野島越谷線

## 施設
- 川通郵便局[4]
- 武蔵第六天神社[4]
- 大戸自治会館
  - 薬師堂